# Hécate (comics)
Pour les articles homonymes, voir Hécate (homonymie).
Hécate est le nom de code de deux personnages de fiction de l'univers de Marvel Comics.

## Biographie des personnages
Deux personnages ont porté le nom d'Hécate ; elles viennent toutes deux du "futur de Bishop".
La première dans l'ordre chronologique est une mutante asiatique téléporteuse. Elle est méprisante et froide, mais cela est dû aux horreurs qu'elle a subi dans les camps de concentration où elle a été marquée d'un M, comme Bishop. Curieusement ce tatouage disparaît sur certaines planches (simple erreur, pouvoir ou autre ?). Elle est membre de la Rébellion Summers.
La seconde est plus jeune et n'a pas vécu l'horreur des camps. Elle est le leader des X.S.E. (Xavier's Security Enforcers), sorte de police mutante dont était membre Bishop.

## Pouvoirs et capacités
- La première Hécate pouvait, selon ses propres mots, créer des "trous noirs localisés" ce qui lui permettait de se téléporter.
- La seconde était à même de créer un champ de lumière négative qui faisait apparaître ses pires peurs à la personne visée (de la même manière que Danielle Moonstar).